# Mezo
Mezo, dawniej Lajner i Mejger, właśc. Jacek Leszek Mejer[A] (ur. 1 lipca 1982 w Poznaniu) – polski raper[B], autor tekstów, dziennikarz radiowy i osobowość telewizyjna.
Poza solową działalnością artystyczną współpracował z wykonawcami, takimi jak Ascetoholix, Slums Attack, Owal/Emcedwa, DJ Decks, Liber, Duże Pe, IGS, Sylwia Przybysz, Grupa Operacyjna czy Pięć Dwa.
Laureat nagród Eska Music, VIVA Comet i Superjedynki. Dwukrotnie nominowany do Fryderyka.

## Życiorys
Działalność artystyczną rozpoczął na przełomie 1994 i 1995, występując w amatorskim zespole Jurki, który został rozwiązany w 1997. Na jego kanwie utworzył nowy skład pod nazwą Liner. W 1998 z muzykami rozpoczął nagrania debiutanckiego materiału, który ukazał się rok później na kasecie magnetofonowej. W 2000, już pod nazwą Lajner, w studiu Macieja „Cameya” Sierakowskiego powstał kolejny materiał zatytułowany Mezo. W międzyczasie raper wystąpił na drugim nielegalu tria Ascetoholix Nazwij to sam (2000). Rok później powstał nielegal pt. Słowem zarejestrowany w domowym studiu Dominika „Donia” Grabowskiego, członka tria Ascetoholix. Nagrania zyskały zainteresowanie niezależnej wytwórni Mia100, która ostatecznie nie wydała płyty.
Również w 2001 gościł w utworze Slums Attack „I moje miasto złą sławą owiane...” z albumu zespołu pt. Na legalu?, a także wydał debiutancki, solowy utwór „Szermierka na słowo”, umieszczony na kompilacji różnych wykonawców wydanej wraz z branżowym magazynem „Klan”. Rok później wystąpił na pierwszej płycie Owal/Emcedwa pt. Epizod II Rapnastyk (2002). Studiował politologię na Uniwersytecie im. Adama Mickiewicza w Poznaniu. W latach 2002–2005 prowadził w radiu RMI FM audycję Bless Da Mic.
22 maja 2003 nakładem wytwórni muzycznej UMC Records wydał swój debiutancki album studyjny pt. Mezokracja. Wydawnictwo dotarło do 11. miejsca zestawienia OLiS i zostało nagrodzone tytułem albumu roku podczas gali Eska Music Awards, a także uzyskało nominację do nagrody polskiego przemysłu fonograficznego Fryderyka w kategorii „najlepszy album hip-hop”. W ramach promocji do utworów „Aniele”, „Żeby nie było” oraz „Mezokracja” zostały zrealizowane teledyski. W pierwszym z nich gościnnie wystąpiła Katarzyna Bujakiewicz. Płyta przysporzyła raperowi natychmiastowego sukcesu komercyjnego, jego nagrania były emitowane m.in. przez stacje radiowe Eska, Radio Zet i RMF FM. Do grudnia debiut sprzedał się w nakładzie ponad 12 tys. egzemplarzy. Także w 2003 Mezo wystąpił gościnnie na nielegalach ZDN i Prezesa, a także drugiej płycie Ascetoholix i albumie producenckim DJ Decksa. Rok później gościł na płytach Libera, tria Duże Pe, IGS i DJ Spox oraz Owala/Emcedwa, a nagrana przez niego piosenka „Rejs czwarty” została wykorzystana w polskim wydaniu gry wideo Tony Hawk’s Pro Skater 4.

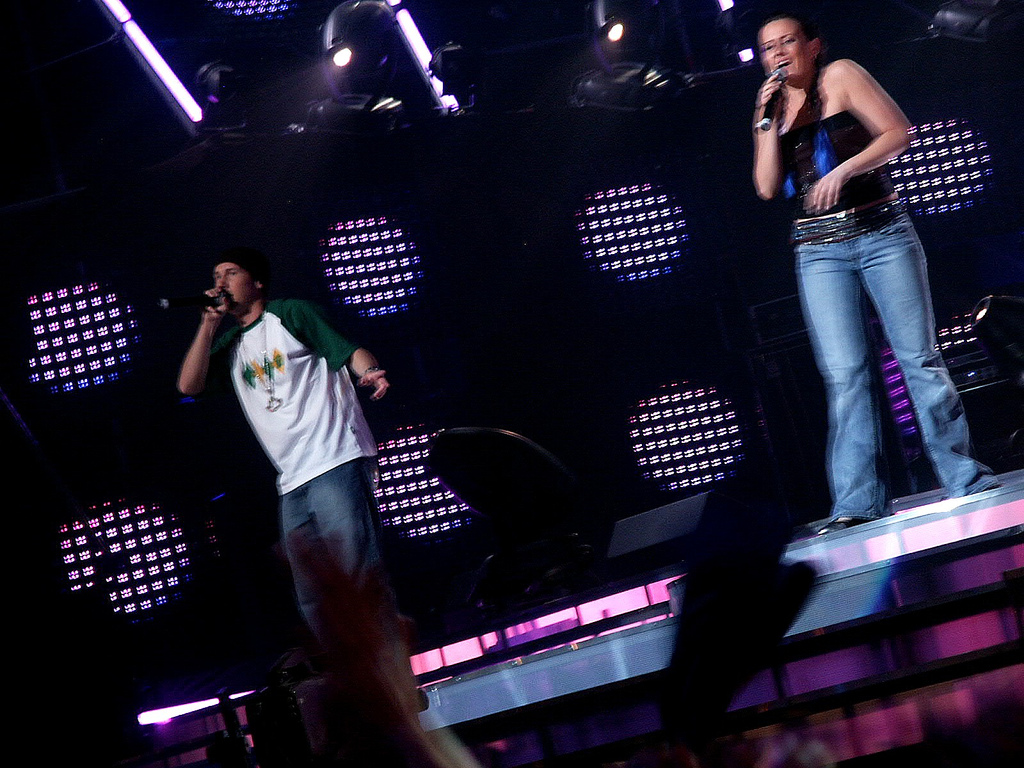
Mezo i Kasia Wilk, 2006

24 lutego 2005 nakładem UMC Records wydał album pt. Wyjście z bloków, który nagrał z Tabbem. Album, promowany teledyskami „Nikt nie kocha Meza” oraz „Nie ma nic”, dotarł do 14. miejsca listy OLiS. Wśród gości na płycie znaleźli się m.in. Liber, Ania Karwan, Duże Pe, Aro, oraz Owal/Emcedwa. Za wydawnictwo raper otrzymał nominację do Superjedynki oraz po raz drugi do Fryderyka. W lipcu 2005 ukazało się wznowienie Wyjścia z bloków. Materiał promował teledyskiem do utworu „Ważne”, z którym zajął drugie miejsce w konkursie „Premier” podczas XLII KFPP w Opolu. 16 października 2006 wydał album pt. Eudaimonia, nagrany we współpracy z Tabbem i Kasią Wilk, Mietkiem Szcześniakiem, Liberem i Owalem/Emcedwa. Materiał uplasował się na 17. miejscu zestawienia OLiS, uzyskał także status złotej płyty. Wydawnictwo było promowane teledyskami do piosenek „Sacrum” oraz „Wstawaj”.
1 czerwca 2007 nakładem wytwórni płytowej My Music ukazała się kompilacja nagrań Meza pt. Dekada 1997–2007. Na wydawnictwo złożyły się utwory pochodzące z trzech poprzednich albumów solowych rapera, które znalazły się na dwóch płytach CD. Do albumu dołączona została także płyta DVD zawierająca teledyski oraz występy rapera zarejestrowane na żywo. Także w 2007 wystąpił na kolejnej płycie Owal/Emcedwa oraz zespołu Grupa Operacyjna. W międzyczasie został wyróżniony tytułem artysty roku podczas VIVA Comet Awards, a także otrzymał dwie statuetki Eska Music Awards w kategoriach artysta roku i hit roku („Sacrum”) oraz Superjedynką za płytę Eudaimonia.
17 kwietnia 2009 wydał dwa odmienne stylistycznie albumy: Herezje i Słowo ma moc. Na pierwszej płycie, promowanej utworem „7 rejs!”, gościli Losza Vera, Orzech, Kloozkha, Owal/Emcedwa oraz Vito WS. Drugi z albumów dotarł do 17. miejsca listy OLiS. Z kolei wśród gości znaleźli się Katarzyna Skrzynecka, Katarzyna Wilk, Nowator, Gabriel Fleszar oraz Jay Delano. Materiał był promowany teledyskami do piosenek „Zemsta” i „Spowiedź – Herezje”. Również w 2009 w ramach VIVA Comet Awards uzyskał trzy nominacje w kategoriach artysty roku, hit dziesięciolecia („Sacrum”) oraz artysta dziesięciolecia.
6 września 2011 wydał kolejny, solowy album pt. Mezoteryka, który uplasował się na 50. miejscu zestawienia OLiS. Gościnnie w nagraniach wzięli udział m.in. Owal/Emcedwa, Asia Kwaśnik oraz Ascetoholix. Natomiast w ramach promocji zostały zrealizowane teledyski do utworów „Kochaj albo giń”, „Kryzys”, „Zaufanie” oraz „Cash”.
W 2012 zajął trzecie miejsce w drugiej edycji programu telewizyjnego TVP2 Bitwa na głosy. W maju 2023 z utworem „Jakie masz dziś plany”, nagranym w duecie z Liberem, zakwalifikował się do koncertu „Premiery” w ramach 60. KFPP w Opolu.

## Życie prywatne
Rozwiedziony z Sandrą Łupicką, ma córkę Zuzannę, o której śpiewał w utworze „Nieśmiertelność”. Jego obecną żoną jest Weronika Radzimowska-Mejer, z którą ma córkę, Fridę (ur. 2019) i syna Fryderyka (ur. 2022)
Trenuje biegi długodystansowe, triathlon i tenis ziemny. W wieku 19 lat przebiegł pierwszy raz maraton. Jego rekordy biegowe to: 2:48:32 (maraton), 1:18:54 (półmaraton), 35:29 (10 km) i 17:29 (5 km).

## Dyskografia

### Albumy
| Rok                                                      | Dane dot. albumu                                                                                     | Pozycja na liście | Sprzedaż       | Certyfikat          |
| Rok                                                      | Dane dot. albumu                                                                                     | POL               | Sprzedaż       | Certyfikat          |
| -------------------------------------------------------- | --- | ----------------- | -------------- | ------------------- |
| 2003                                                     | Mezokracja - Data: 22 maja 2003 - Wydawca: UMC Records - Format: CD                                  | 11                | - POL: 20 000+ |                     |
| 2005                                                     | Wyjście z bloków (oraz Tabb) - Data: 24 lutego 2005 - Wydawca: UMC Records - Format: CD              | 14                | - POL: 6 000+  |                     |
| 2006                                                     | Eudaimonia (oraz Katarzyna Wilk, Tabb) - Data: 16 października 2006 - Wydawca: My Music - Format: CD | 17                | - POL: 15 000+ | - ZPAV: złota płyta |
| 2009                                                     | Herezje - Data: 17 kwietnia 2009 - Wydawca: My Music - Format: CD, digital download                  | 30[D]             |                |                     |
| 2009                                                     | Słowo ma moc - Data: 17 kwietnia 2009 - Wydawca: My Music - Format: CD, digital download             | 24                |                |                     |
| 2011                                                     | Mezoteryka - Data: 6 września 2011 - Wydawca: My Music - Format: CD, digital download                | 50                |                |                     |
| 2014                                                     | Krajobraz po bitwie - Data: 20 maja 2014 - Wydawca: My Music - Format: CD, digital download          | 22                |                |                     |
| 2017                                                     | Życiówka - Data: 26 marca 2017 - Wydawca: My Music - Format: CD, digital download                    | –                 |                |                     |
| 2020                                                     | Credo - Data: 22 maja 2020 - Wydawca: My Music - Format: CD, digital download                        | 16                |                |                     |
| „ –” oznacza, że album nie był notowany na danej liście. | |                   |                |                     |

### Kompilacje
| Rok  | Dane dot. albumu                                                         | Pozycja na liście |
| Rok  | Dane dot. albumu                                                         | POL               |
| ---- | ------------------------------------------------------------------------ | ----------------- |
| 2007 | Dekada 1997–2007 - Data: 1 czerwca 2007 - Wydawca: My Music - Format: CD | 27[C]             |

### Single
| Rok                                                       | Tytuł                                             | Najwyższe pozycje na listach | Najwyższe pozycje na listach | Najwyższe pozycje na listach | Najwyższe pozycje na listach | Najwyższe pozycje na listach | Najwyższe pozycje na listach | Najwyższe pozycje na listach | Najwyższe pozycje na listach | Certyfikat                 | Album               |
| Rok                                                       | Tytuł                                             | POL                          | SLiP                         | RMF                          | ESKA                         | LP3                          | 30 TON                       | PiK                          | RDN                          | Certyfikat                 | Album               |
| --------------------------------------------------------- | ------------------------------------------------- | ---------------------------- | ---------------------------- | ---------------------------- | ---------------------------- | ---------------------------- | ---------------------------- | ---------------------------- | ---------------------------- | -------------------------- | ------------------- |
| 2003                                                      | „Mezokracja”                                      | –                            | 16                           | –                            | –                            | –                            | –                            | 22                           | –                            |                            | Mezokracja          |
| 2003                                                      | „Żeby nie było” (gościnnie: Liber)                | –                            | 5                            | –                            | –                            | –                            | –                            | 1                            | –                            |                            | Mezokracja          |
| 2003                                                      | „Aniele” (gościnnie: Liber)                       | –                            | 7                            | –                            | –                            | –                            | 30                           | 1                            | –                            |                            | Mezokracja          |
| 2005                                                      | „Nie ma nic” (oraz Tabb)                          | –                            | –                            | –                            | –                            | –                            | –                            | 6                            | –                            |                            | Wyjście z bloków    |
| 2005                                                      | „Ważne” (oraz Tabb i Kasia Wilk)                  | –                            | 18                           | 1                            | –                            | 22                           | 11                           | 1                            | –                            |                            | Wyjście z bloków    |
| 2006                                                      | „Wstawaj” (gościnnie: Mietek Szcześniak)          | –                            | 38                           | 2                            | –                            | –                            | –                            | 15                           | 14                           |                            | Eudaimonia          |
| 2006                                                      | „Sacrum” (gościnnie: Kasia Wilk)                  | 5                            | 4                            | 1                            | –                            | –                            | –                            | 2                            | –                            |                            | Eudaimonia          |
| 2009                                                      | „Herezje”                                         | –                            | –                            | –                            | –                            | –                            | –                            | –                            | –                            |                            | Herezje             |
| 2009                                                      | „Zemsta”                                          | –                            | 20                           | –                            | 2                            | –                            | –                            | –                            | –                            |                            | Słowo ma moc        |
| 2011                                                      | „Kryzys” (gościnnie: Ewa Jach)                    | 1                            | –                            | –                            | 5                            | –                            | –                            | –                            | –                            |                            | Mezoteryka          |
| 2011                                                      | „Cash”                                            | –                            | –                            | –                            | –                            | –                            | –                            | –                            | –                            |                            | Mezoteryka          |
| 2011                                                      | „Zaufanie”                                        | –                            | –                            | –                            | –                            | –                            | –                            | –                            | –                            |                            | Mezoteryka          |
| 2012                                                      | „Jedyna (The Only One)” (gościnnie: John James)   | –                            | –                            | –                            | –                            | –                            | –                            | 30                           | –                            |                            | Krajobraz po bitwie |
| 2013                                                      | „Na nowo” (gościnnie: Hania Stach)                | –                            | –                            | –                            | –                            | –                            | –                            | –                            | –                            |                            | Krajobraz po bitwie |
| 2017                                                      | „Życiówka”                                        | –                            | –                            | –                            | –                            | –                            | –                            | –                            | –                            |                            | Życiówka            |
| 2023                                                      | „Jakie masz dziś plany? (Aniele 23)” (oraz Liber) | –                            | –                            | –                            | –                            | –                            | –                            | –                            | –                            | - ZPAV: 2× platynowa płyta | Singel niealbumowy  |
| „ –” oznacza, że singel nie był notowany na danej liście. |                                                   |                              |                              |                              |                              |                              |                              |                              |                              |                            |                     |

### Inne notowane lub certyfikowane utwory
| Rok                                                       | Tytuł                                       | Najwyższe pozycje na listach | Najwyższe pozycje na listach | Najwyższe pozycje na listach | Najwyższe pozycje na listach | Najwyższe pozycje na listach | Najwyższe pozycje na listach | Certyfikat          | Album              |
| Rok                                                       | Tytuł                                       | SLiP                         | RMF                          | ESKA                         | 30 TON                       | PiK                          | PRO                          | Certyfikat          | Album              |
| --------------------------------------------------------- | ------------------------------------------- | ---------------------------- | ---------------------------- | ---------------------------- | ---------------------------- | ---------------------------- | ---------------------------- | ------------------- | ------------------ |
| 2004                                                      | Duże Pe – „Nasze życie” (gościnnie: Mezo)   | 43                           | –                            | –                            | –                            | –                            | –                            |                     | Sinus              |
| 2005                                                      | Greenjolly, Mezo i inni – „Jest nas wielu”  | 16                           | –                            | –                            | 30                           | 4                            | –                            |                     | Singel niealbumowy |
| 2010                                                      | „Nie dokazuj” (gościnnie: Asia Kwaśnik)     | –                            | –                            | –                            | –                            | –                            | 24                           |                     | Słowo ma moc       |
| 2012                                                      | Sonic Lake, Mezo – „Pozytywnie”             | –                            | –                            | –                            | –                            | –                            | –                            |                     | Singel niealbumowy |
| 2012                                                      | Tabb – „To już czas” (gościnnie: Mezo)      | –                            | 7                            | –                            | –                            | –                            | –                            |                     | Singel niealbumowy |
| 2012                                                      | Ewa Jach – „Pewnego dnia” (gościnnie: Mezo) | –                            | –                            | –                            | –                            | –                            | –                            |                     | Och, Ach, Jach!    |
| 2015                                                      | Sylwia Przybysz – „Plan” (gościnnie: Mezo)  | –                            | –                            | –                            | –                            | –                            | –                            | - ZPAV: złota płyta | Plan               |
| „ –” oznacza, że singel nie był notowany na danej liście. |                                             |                              |                              |                              |                              |                              |                              |                     |                    |

### Inne
| Rok  | Album                                     | Uwagi | Źródło |
| ---- | ----------------------------------------- | --- | ------ |
| 1999 | Lajner – Demo                             | członek zespołu | [ 54 ] |
| 2000 | Lajner – Mezo                             | członek zespołu | [ 55 ] |
| 2000 | Ascetoholix – Nazwij to sam               | gościnnie rap w utworze „Fama II”                                                                                              | [ 56 ] |
| 2001 | Lajner – Słowem                           | członek zespołu | [ 57 ] |
| 2001 | Slums Attack – Na legalu?                 | gościnnie rap w utworze „I moje miasto złą sławą owiane...”                                                                    | [ 58 ] |
| 2002 | Owal/Emcedwa – Epizod II Rapnastyk        | gościnnie rap w utworze „Pełen pokus”                                                                                          | [ 59 ] |
| 2003 | ZDN – Fragmenty                           | gościnnie rap w utworze „Perspektywy”                                                                                          | [ 60 ] |
| 2003 | Prezes – Rapterapia                       | gościnnie rap w utworze „Dorosłem”                                                                                             | [ 61 ] |
| 2003 | Ascetoholix – Apogeum                     | gościnnie rap w utworze „Suczki”                                                                                               | [ 62 ] |
| 2003 | DJ Decks – Mixtape Vol. 3                 | gościnnie rap w utworze „Cel”                                                                                                  | [ 63 ] |
| 2004 | Hiphopstacja (kompilacja)                 | rap w utworach „Aniele”, „Suczki”, „Nasze życie”                                                                               | [ 64 ] |
| 2004 | Liber – Bógmacher                         | gościnnie rap w utworze „Kolejny szczyt”                                                                                       | [ 65 ] |
| 2004 | Duże Pe, IGS, DJ Spox – Sinus             | gościnnie rap w utworze „Nasze życie”                                                                                          | [ 66 ] |
| 2004 | Owal/Emcedwa – Epizod III Wirus           | gościnnie rap w utworze „Rapteatr”                                                                                             | [ 67 ] |
| 2005 | Jest nas wielu (kompilacja)               | rap w utworach „Jest Nas wielu”, „Jest nas wielu” (Tabb RMX), „Jest nas wielu” (DJ Story RMX) i „Jest nas wielu” (DJ Spox RMX) | [ 68 ] |
| 2006 | DJ Spox – Sinus vs RJD2 – The Blend Album | gościnnie rap w utworze „Inhaluj nasze życie”                                                                                  | [ 69 ] |
| 2007 | Owal/Emcedwa – Epizod IV Sens życia       | gościnnie rap w utworze „Czerwiec (Bonus)”                                                                                     | [ 70 ] |
| 2007 | Grupa Operacyjna – Ostry dyżur            | gościnnie rap w utworze „Stawka większa niż życie”                                                                             | [ 71 ] |
| 2008 | 52 Dębiec – P-ń X                         | rap w utworze „Jest nas wielu”                                                                                                 | [ 72 ] |
| 2009 | Liber – Wczoraj i dziś                    | gościnnie rap w utworach „Suczki”, „Żeby nie było”, „Aniele” i „Mistrzostwo”                                                   | [ 73 ] |
| 2014 | Ewa Jach – Och, Ach, Jach!                | gościnnie rap w utworze „Pewnego dnia”                                                                                         | [ 74 ] |

## Teledyski
| Rok  | Tytuł                                    | Reżyseria/Realizacja | Album               | Źródło |
| ---- | ---------------------------------------- | -------------------- | ------------------- | ------ |
| 2002 | Owal/Emcedwa – „Pełen pokus” (oraz Mezo) | Grupa 13             | Epizod II Rapnastyk | [ 75 ] |
| 2003 | „Aniele” (oraz Liber)                    | Ryba Film            | Mezokracja          | [ 76 ] |
| 2003 | „Żeby nie było” (oraz Liber)             | Ryba Film            | Mezokracja          | [ 76 ] |
| 2003 | „Mezokracja”                             | Oczy Niebieskie      | Mezokracja          | [ 76 ] |
| 2004 | „Panczlajner”                            | RybaFilm             | Singiel niealbumowy | [ 76 ] |
| 2005 | „Nikt nie kocha Meza”                    | RybaFilm             | Wyjście z bloków    | [ 77 ] |
| 2005 | „Nie ma nic”                             | RybaFilm             | Wyjście z bloków    | [ 76 ] |
| 2005 | „Ważne” (oraz Tabb, Kasia Wilk)          | Oczy Niebieskie      | Wyjście z bloków    | [ 78 ] |
| 2006 | „Sacrum”                                 | –                    | Eudaimonia          | [ 79 ] |
| 2006 | „Wstawaj” (oraz Miecz Szcześniak)        | –                    | Eudaimonia          | [ 80 ] |
| 2008 | „Obudź się” (oraz Paulina Leśna)         | –                    | Słowo ma moc        | [ 81 ] |
| 2009 | „Zemsta”                                 | Grupa 13             | Słowo ma moc        | [ 82 ] |
| 2009 | „Spowiedz – Herezje”                     | Grupa 13             | Słowo ma moc        | [ 83 ] |
| 2010 | „7 rejs!”                                | Dj Skill             | Herezje             | [ 84 ] |
| 2011 | „Kochaj albo giń” (oraz Asia Kwaśnik)    | Grupa 13             | Mezoteryka          | [ 85 ] |
| 2011 | „Kryzys” (oraz Ewa Jach)                 | Grupa 13             | Mezoteryka          | [ 86 ] |
| 2011 | „Spiral of Hate”                         | Grupa 13             | Singiel niealbumowy | [ 87 ] |
| 2012 | „Zaufanie”                               | Grupa 13             | Mezoteryka          | [ 88 ] |
| 2012 | „Cash”                                   | Dwaem Media Group    | Mezoteryka          | [ 89 ] |
| 2012 | „Gotowi na Euro”                         | Cam-L Studio         | Singiel niealbumowy | [ 90 ] |
| 2012 | Tabb – „To już czas” (oraz MezoTeam)     | Grupa 13             | Singiel niealbumowy | [ 91 ] |

## Nagrody i wyróżnienia
| Rok  | Nagroda                           | Kategoria                                 | Uwagi      | Źródło |
| ---- | --------------------------------- | ----------------------------------------- | ---------- | ------ |
| 2003 | Fryderyk                          | Album roku hip-hop (Mezokracja)           | Nominacja  | [ 8 ]  |
| 2003 | Eska Music Award                  | Album roku (Mezokracja)                   | Wygrana    | [ 92 ] |
| 2005 | Krajowy Festiwal Piosenki w Opolu | Premiery („Ważne”)                        | 2. miejsce | [ 92 ] |
| 2005 | Fryderyk                          | Album roku hip-hop/R&B (Wyjście z bloków) | Nominacja  | [ 93 ] |
| 2005 | Superjedynki                      | Album hip hop (Wyjście z bloków)          | Nominacja  | [ 94 ] |
| 2006 | Eska Music Awards                 | Hit roku („Ważne”)                        | Wygrana    | [ 92 ] |
| 2006 | Telekamery                        | Płyta roku (Wyjście z bloków)             | Nominacja  | [ 92 ] |
| 2007 | Eska Music Awards                 | Artysta roku                              | Wygrana    | [ 92 ] |
| 2007 | Eska Music Awards                 | Hit roku („Sacrum”)                       | Wygrana    | [ 92 ] |
| 2007 | Superjedynki                      | Płyta Hip-hop (Eudaimonia)                | Wygrana    | [ 95 ] |
| 2007 | Superjedynki                      | Przebój roku („Sacrum”)                   | Nominacja  | [ 96 ] |
| 2007 | VIVA Comet Awards                 | Artysta roku                              | Wygrana    | [ 92 ] |
| 2009 | VIVA Comet Awards                 | Artysta roku                              | Nominacja  | [ 92 ] |
| 2009 | VIVA Comet Awards                 | Hit dziesięciolecia („Sacrum”)            | Nominacja  | [ 92 ] |
| 2009 | VIVA Comet Awards                 | Artysta dziesięciolecia                   | Nominacja  | [ 92 ] |